# Мейо (графство)
Вижте пояснителната страница за други значения на Мейо.
Мѐйо (на английски: County Mayo, Каунти Мейо; на ирландски: Contae Mhaigh Eo, Mhaigh Eo означава „Равнината на тисовите дървета“) е едно от 26-те графства на Ирландия. Намира се в провинция Конахт. Главен административен център е град Касълбар. Граничи с графствата Голуей, Роскомън и Слайгоу. На запад граничи с Атлантическия океан. Има площ 5588 km². Население 137 231 жители към 2022 г. Градовете в графството са Балина, Балинроуб, Балихонис, Белмълет, Касълбар (най-голям по население), Килтимак, Клеърморис, Кросмоулина, Луисбърг, Нок, Нюпорт, Суинфорд, Уестпорт и Фоксфорд.